# Écluse de Castanet
L'écluse de Castanet est une écluse double du canal du Midi située sur la commune de Castanet-Tolosan dans la Haute-Garonne. 

## Description
Construite vers 1670, l'écluse de Castanet se trouve à 15,7 km de Toulouse (Ponts-Jumeaux).
L'écluse de Castanet est la première écluse à bassin elliptique que l'on rencontre au départ de Toulouse, en direction de Sète. L'écluse était à l'origine constituée de deux chambres, mais une seule est encore en fonctionnement actuellement (voir vue satellite).
L'écluse de Vic, ascendante dans le sens ouest-est, se trouve à une altitude de 148 m. Les écluses adjacentes sont l'écluse de Vic à l'est et l'écluse Bayard à l'ouest.
L'écluse est inscrite au titre des monuments historiques depuis 1998.